# Danau Pauh
Danau Pauh är en sjö i Indonesien.   Den ligger i provinsen Jambi, i den västra delen av landet, 700 km nordväst om huvudstaden Jakarta. Danau Pauh ligger 1 291 meter över havet.  I omgivningarna runt Danau Pauh växer i huvudsak städsegrön lövskog.